# 33556 Brennanclark
33556 Brennanclark è un asteroide della fascia principale. Scoperto nel 1999, presenta un'orbita caratterizzata da un semiasse maggiore pari a 2,2716710 UA e da un'eccentricità di 0,0577244, inclinata di 3,72864° rispetto all'eclittica.